# 尹珙
尹珙（1919年10月—2017年12月13日），河北饶阳人，中华人民共和国政治人物。

## 生平
1919年10月出生，1940年4月入伍，1941年4月加入中国共产党。第二次国共内战期间，担任晋察冀军区炮兵旅作战科长。期间先后担任第一团副团长、战车团团长驻守北平北苑。中华人民共和国成立后，任解放军高射炮17团团长，驻守在北平北苑，以防蒋介石派兵空袭。朝鲜战争期间，他被任命为志愿军高射炮部队64师副师长兼参谋长奔赴朝鲜作战，1952年回国担任中央军委炮兵技术研究院副院长、中央军委炮兵科研部部长、福州军区炮兵副司令。1978年，中央军委组建炮兵技术学院，他担任首任院长、后改任中央军委炮兵司令部顾问等职，1982年离职休养。2017年12月13日，在北京逝世，享年98岁。